# Qualificazioni al campionato mondiale femminile di calcio 2023 - UEFA
La sezione europea delle qualificazioni al campionato mondiale femminile di calcio 2023 è stata organizzata dall'UEFA, è iniziata il 13 settembre 2021 e si è conclusa l'11 ottobre 2022.

## Formato e regolamento
Alle qualificazioni hanno partecipato 51 squadre nazionali membri dell'UEFA. Alle qualificazioni non partecipano le nazionali di Andorra, Gibilterra, Liechtenstein e San Marino. Al termine della fase di qualificazione, undici squadre sono statae ammesse alla fase finale del campionato mondiale femminile di calcio 2023. Cipro ha partecipato per la prima volta a una fase di qualificazione per il campionato mondiale, mentre la nazionale del Lussemburgo ha partecipato per la prima volta alla fase a gironi delle qualificazioni UEFA.
Le qualificazioni sono composte di due turni:
- Gironi di qualificazione: le 51 nazionali sono divise in nove gironi, tre da cinque squadre e sei da sei squadre. Ogni gruppo è giocato con il formato del girone all'italiana con partite di andata e ritorno. Le nove vincitrici dei gironi si qualificano direttamente per la fase finale, mentre le seconde classificate (senza considerare il risultato ottenuto contro la sesta classificata) si giocano la partecipazione alla fase successiva nella fase dei play-off.
- Play-off: le sei peggiori seconde classificate si qualificano per il primo turno ad eliminazione diretta con partite di sola andata per determinare le tre squadre che si uniranno alle tre migliori seconde classificate già qualificate al secondo turno. Anche il secondo turno è ad eliminazione diretta con partite di sola andata. Nella classifica delle tre vincitrici, vengono combinati i loro risultati ottenuti nei rispettivi gironi e nel secondo turno dei play-off. I risultati ottenuti contro le seste classificate e nel primo turno dei play-off non vengono considerati. Di conseguenza, ai fini di determinare la classifica, vengono conteggiate nove partite giocate da ciascuna squadra. Le due squadre vincitrici meglio classificate si qualificheranno alla fase finale mentre la terza classificata accederà al play-off intercontinentale.

In caso di parità di punti tra due o più squadre di uno stesso gruppo, le posizioni in classifica vengono determinate prendendo in considerazione, nell'ordine, i seguenti criteri:
1. maggiore numero di punti negli scontri diretti tra le squadre interessate (classifica avulsa);
2. migliore differenza reti negli scontri diretti tra le squadre interessate (classifica avulsa);
3. maggiore numero di reti segnate negli scontri diretti tra le squadre interessate (classifica avulsa);
4. maggiore numero di reti segnate in trasferta negli scontri diretti tra le squadre interessate (classifica avulsa), valido solo per il turno di qualificazione a gironi;
5. se, dopo aver applicato i criteri dall'1 al 4, ci sono squadre ancora in parità di punti, i criteri dall'1 al 4 si riapplicano alle sole squadre in questione. Se continua a persistere la parità, si procede con i criteri dal 6 all'11;
6. migliore differenza reti;
7. maggiore numero di reti segnate;
8. maggiore numero di reti segnate in trasferta (valido solo per il turno di qualificazione a gironi);
9. maggiore numero di vittorie nel girone;
10. maggiore numero di vittorie in trasferta nel girone;
11. classifica del fair play (cartellino rosso = 3 punti, cartellino giallo = 1 punto, espulsione per doppia ammonizione = 3 punti);
12. posizione nel ranking UEFA al momento del sorteggio.

Per determinare le tre migliori seconde classificate, i risultati ottenuti contro le squadre classificate al sesto posto non vengono considerati e si prendono in considerazione, nell'ordine, i seguenti criteri:
1. migliore differenza reti;
2. maggiore numero di reti segnate;
3. maggiore numero di reti segnate in trasferta (valido solo per il turno di qualificazione a gironi);
4. maggiore numero di vittorie nel girone;
5. maggiore numero di vittorie in trasferta nel girone;
6. classifica del fair play (cartellino rosso = 3 punti, cartellino giallo = 1 punto, espulsione per doppia ammonizione = 3 punti);
7. posizione nel ranking UEFA al momento del sorteggio.

Nei play-off la squadra che segna più reti si qualifica alla fase finale. In caso di parità si giocano i tempi supplementari; e, in caso di ulteriore parità al termine dei tempi supplementari, si calciano i tiri di rigore.
Per determinare le due vincitrici dei play-off, si considerano i punti ottenuti nella fase a gironi e nei play-off; se sussiste parità tra due o più squadre si prendono in considerazione, nell'ordine, i seguenti criteri:
1. migliore differenza reti;
2. maggiore numero di reti segnate;
3. maggiore numero di reti segnate in trasferta (valido solo per il turno di qualificazione a gironi);
4. maggiore numero di vittorie;
5. maggiore numero di vittorie in trasferta;
6. classifica del fair play (cartellino rosso = 3 punti, cartellino giallo = 1 punto, espulsione per doppia ammonizione = 3 punti);
7. posizione nel ranking UEFA al momento del sorteggio.

## Programma
Le partite di qualificazione si giocano in date che rientrano nel FIFA Women's International Match Calendar.
| Turno                            | Giornata         | Date                 |
| -------------------------------- | ---------------- | -------------------- |
| Turno di qualificazione a gironi | Prima giornata   | 17-21 settembre 2021 |
| Turno di qualificazione a gironi | Seconda giornata | 21-26 ottobre 2021   |
| Turno di qualificazione a gironi | Terza giornata   | 25-30 novembre 2021  |
| Turno di qualificazione a gironi | Quarta giornata  | 8-12 aprile 2022     |
| Turno di qualificazione a gironi | Quinta giornata  | 1-6 settembre 2022   |
| Play-off                         | Primo turno      | 6 ottobre 2022       |
| Play-off                         | Secondo turno    | 11 ottobre 2022      |

## Fase a gironi

### Sorteggio
Il sorteggio si è svolto a Nyon, in Svizzera, il 30 aprile 2021. Le 51 squadre partecipanti al turno preliminare sono state suddivise in sei urne in base al coefficiente UEFA, calcolato sulla base delle seguenti manifestazioni:
- Fase finale e fase di qualificazione al campionato europeo 2017 (20%).
- Fase finale e fase di qualificazione al campionato mondiale 2019 (40%).
- Fase di qualificazione al campionato europeo 2022, escludendo i play-off (40%).

| Nazionale   | Coeff. |
| ----------- | ------ |
| Paesi Bassi | 43 961 |
| Germania    | 41 924 |
| Inghilterra | 41 443 |
| Francia     | 40 898 |
| Svezia      | 39 714 |
| Spagna      | 38 913 |
| Norvegia    | 38 758 |
| Italia      | 36 339 |
| Danimarca   | 35 265 |

| Nazionale  | Coeff. |
| ---------- | ------ |
| Belgio     | 34 951 |
| Svizzera   | 34 066 |
| Austria    | 33 693 |
| Islanda    | 33 458 |
| Scozia     | 30 700 |
| Russia     | 30 117 |
| Finlandia  | 29 765 |
| Portogallo | 28 937 |
| Galles     | 28 677 |

| Nazionale            | Coeff. |
| -------------------- | ------ |
| Rep. Ceca            | 28 115 |
| Ucraina              | 27 127 |
| Irlanda              | 25 414 |
| Polonia              | 25 302 |
| Slovenia             | 22 582 |
| Romania              | 22 156 |
| Serbia               | 21 889 |
| Bosnia ed Erzegovina | 20 479 |
| Irlanda del Nord     | 19 526 |

| Nazionale          | Coeff. |
| ------------------ | ------ |
| Slovacchia         | 17 951 |
| Ungheria           | 16 676 |
| Bielorussia        | 16 540 |
| Croazia            | 15 988 |
| Grecia             | 13 602 |
| Albania            | 13 292 |
| Macedonia del Nord | 12 730 |
| Israele            | 12 518 |
| Azerbaigian        | 11 688 |

| Nazionale  | Coeff. |
| ---------- | ------ |
| Turchia    | 11 526 |
| Malta      | 11 480 |
| Kosovo     | 10 489 |
| Kazakistan | 10 198 |
| Moldavia   | 9 510  |
| Cipro      | 7 688  |
| Fær Øer    | 7 478  |
| Georgia    | 7 085  |
| Lettonia   | 6 977  |

| Nazionale   | Coeff. |
| ----------- | ------ |
| Montenegro  | 6 772  |
| Lituania    | 6 359  |
| Estonia     | 6 108  |
| Lussemburgo | 2 779  |
| Armenia     | 0      |
| Bulgaria    | 0      |

| Nazionale     | Coeff. |
| ------------- | ------ |
| Andorra       | 1 903  |
| Gibilterra    | 0      |
| Liechtenstein | 0      |
| San Marino    | 0      |

### Gruppi

#### Gruppo A
| Pos | Squadra    | Pt | G | V | N | P | GF | GS | DR  |
| --- | ---------- | -- | - | - | - | - | -- | -- | --- |
| 1.  | Svezia     | 22 | 8 | 7 | 1 | 0 | 32 | 2  | +30 |
| 2.  | Irlanda    | 17 | 8 | 5 | 2 | 1 | 26 | 4  | +22 |
| 3.  | Finlandia  | 10 | 8 | 3 | 1 | 4 | 14 | 12 | +2  |
| 4.  | Slovacchia | 8  | 8 | 2 | 2 | 4 | 9  | 9  | 0   |
| 5.  | Georgia    | 0  | 8 | 0 | 0 | 8 | 0  | 54 | -54 |

|            | Finlandia (bandiera) | Georgia (bandiera) | Irlanda (bandiera) | Slovacchia (bandiera) | Svezia (bandiera) |
| ---------- | -------------------- | ------------------ | ------------------ | --------------------- | ----------------- |
| Finlandia  |                      | 6 - 0              | 1 - 2              | 2 - 1                 | 0 - 5             |
| Georgia    | 0 - 3                |                    | 0 - 9              | 0 - 4                 | 0 - 15            |
| Irlanda    | 1 - 0                | 11 - 0             |                    | 1 - 1                 | 0 - 1             |
| Slovacchia | 1 - 1                | 2 - 0              | 0 - 1              |                       | 0 - 1             |
| Svezia     | 2 - 1                | 4 - 0              | 1 - 1              | 3 - 0                 |                   |

#### Gruppo B
| Pos | Squadra  | Pt | G | V | N | P | GF | GS | DR  |
| --- | -------- | -- | - | - | - | - | -- | -- | --- |
| 1.  | Spagna   | 24 | 8 | 8 | 0 | 0 | 53 | 0  | +53 |
| 2.  | Scozia   | 16 | 8 | 5 | 1 | 2 | 22 | 13 | +9  |
| 3.  | Ucraina  | 10 | 8 | 3 | 1 | 4 | 12 | 20 | -8  |
| 4.  | Ungheria | 9  | 8 | 3 | 0 | 5 | 19 | 19 | 0   |
| 5.  | Fær Øer  | 0  | 8 | 0 | 0 | 8 | 2  | 56 | -54 |

|          | Fær Øer (bandiera) | Scozia (bandiera) | Spagna (bandiera) | Ucraina (bandiera) | Ungheria (bandiera) |
| -------- | ------------------ | ----------------- | ----------------- | ------------------ | ------------------- |
| Fær Øer  |                    | 0 - 6             | 0 - 10            | 0 - 3              | 1 - 7               |
| Scozia   | 7 - 1              |                   | 0 - 2             | 1 - 1              | 2 - 1               |
| Spagna   | 12 - 0             | 8 - 0             |                   | 5 - 0              | 3 - 0               |
| Ucraina  | 4 - 0              | 0 - 4             | 0 - 6             |                    | 2 - 0               |
| Ungheria | 7 - 0              | 0 - 2             | 0 - 7             | 4 - 2              |                     |

#### Gruppo C
| Pos | Squadra     | Pt | G | V | N | P | GF | GS | DR  |
| --- | ----------- | -- | - | - | - | - | -- | -- | --- |
| 1.  | Paesi Bassi | 20 | 8 | 6 | 2 | 0 | 31 | 3  | +28 |
| 2.  | Islanda     | 18 | 8 | 6 | 0 | 2 | 25 | 3  | +22 |
| 3.  | Rep. Ceca   | 11 | 8 | 3 | 2 | 3 | 25 | 10 | +15 |
| 4.  | Bielorussia | 7  | 8 | 2 | 1 | 5 | 7  | 26 | -19 |
| 5.  | Cipro       | 1  | 8 | 0 | 1 | 7 | 2  | 48 | -46 |

|             | Bielorussia (bandiera) | Cipro (bandiera) | Islanda (bandiera) | Paesi Bassi (bandiera) | Rep. Ceca (bandiera) |
| ----------- | ---------------------- | ---------------- | ------------------ | ---------------------- | -------------------- |
| Bielorussia |                        | 4 - 1            | 0 - 5              | 0 - 2                  | 2 - 1                |
| Cipro       | 1 - 1                  |                  | 0 - 4              | 0 - 8                  | 0 - 6                |
| Islanda     | 6 - 0                  | 5 - 0            |                    | 0 - 2                  | 4 - 0                |
| Paesi Bassi | 3 - 0                  | 12 - 0           | 1 - 0              |                        | 1 - 1                |
| Rep. Ceca   | 7 - 0                  | 8 - 0            | 0 - 1              | 2 - 2                  |                      |

#### Gruppo D
| Pos | Squadra            | Pt | G  | V  | N | P | GF | GS | DR  |
| --- | ------------------ | -- | -- | -- | - | - | -- | -- | --- |
| 1.  | Inghilterra        | 30 | 10 | 10 | 0 | 0 | 80 | 0  | +80 |
| 2.  | Austria            | 22 | 10 | 7  | 1 | 2 | 50 | 7  | +43 |
| 3.  | Irlanda del Nord   | 19 | 10 | 6  | 1 | 3 | 36 | 16 | +20 |
| 4.  | Lussemburgo        | 9  | 10 | 3  | 0 | 7 | 9  | 45 | -36 |
| 5.  | Macedonia del Nord | 6  | 10 | 2  | 0 | 8 | 10 | 62 | -52 |
| 6.  | Lettonia           | 3  | 10 | 1  | 0 | 9 | 8  | 63 | -55 |

|                    | Austria (bandiera) | Inghilterra (bandiera) | Irlanda del Nord (bandiera) | Lettonia (bandiera) | Lussemburgo (bandiera) | Macedonia del Nord (bandiera) |
| ------------------ | ------------------ | ---------------------- | --------------------------- | ------------------- | ---------------------- | ----------------------------- |
| Austria            |                    | 0 - 2                  | 3 - 1                       | 8 - 0               | 5 - 0                  | 10 - 0                        |
| Inghilterra        | 1 - 0              |                        | 4 - 0                       | 20 - 0              | 10 - 0                 | 8 - 0                         |
| Irlanda del Nord   | 2 - 2              | 0 - 5                  |                             | 4 - 0               | 4 - 0                  | 9 - 0                         |
| Lettonia           | 1 - 8              | 0 - 10                 | 1 - 3                       |                     | 1 - 0                  | 1 - 4                         |
| Lussemburgo        | 0 - 8              | 0 - 10                 | 1 - 2                       | 3 - 2               |                        | 2 - 1                         |
| Macedonia del Nord | 0 - 6              | 0 - 10                 | 0 - 11                      | 3 - 2               | 2 - 3                  |                               |

#### Gruppo E
| Pos | Squadra              | Pt | G | V | N | P | GF | GS | DR  |
| --- | -------------------- | -- | - | - | - | - | -- | -- | --- |
| 1.  | Danimarca            | 24 | 8 | 8 | 0 | 0 | 40 | 2  | +38 |
| 2.  | Bosnia ed Erzegovina | 11 | 8 | 3 | 2 | 3 | 9  | 17 | -8  |
| 3.  | Montenegro           | 9  | 8 | 3 | 0 | 5 | 9  | 17 | -8  |
| 4.  | Azerbaigian          | 7  | 8 | 2 | 1 | 5 | 5  | 16 | -11 |
| 5.  | Malta                | 7  | 8 | 2 | 1 | 5 | 6  | 17 | -11 |
| 6.  | Russia               | 0  | 0 | 0 | 0 | 0 | 0  | 0  | 0   |

|                      | Azerbaigian (bandiera) | Bosnia ed Erzegovina (bandiera) | Danimarca (bandiera) | Malta (bandiera) | Montenegro (bandiera) | Russia (bandiera) |
| -------------------- | ---------------------- | ------------------------------- | -------------------- | ---------------- | --------------------- | ----------------- |
| Azerbaigian          |                        | 1 - 1                           | 0 - 8                | 1 - 2            | 1 - 0                 | 0 - 4             |
| Bosnia ed Erzegovina | 1 - 0                  |                                 | 0 - 3                | 1 - 0            | 2 - 3                 | 0 - 4             |
| Danimarca            | 2 - 0                  | 8 - 0                           |                      | 7 - 0            | 5 - 1                 | 3 - 1             |
| Malta                | 0 - 2                  | 2 - 2                           | 0 - 2                |                  | 0 - 2                 | canc.             |
| Montenegro           | 2 - 0                  | 0 - 2                           | 1 - 5                | 0 - 2            |                       | canc.             |
| Russia               | 2 - 0                  | canc.                           | canc.                | 3 - 0            | 5 - 0                 |                   |

Nota: Il 28 febbraio 2022, a seguito dell'invasione russa dell'Ucraina, la FIFA sospende la Russia dalla partecipazione a tutte le competizioni. Il 2 maggio la UEFA ha annunciato che la Russia non sarebbe più stata autorizzata a prendere parte alla competizione e che i risultati precedenti sarebbero stati annullati e che il Gruppo E sarebbe continuato con cinque squadre.

#### Gruppo F
| Pos | Squadra  | Pt | G  | V | N | P  | GF | GS | DR  |
| --- | -------- | -- | -- | - | - | -- | -- | -- | --- |
| 1.  | Norvegia | 28 | 10 | 9 | 1 | 0  | 47 | 2  | +45 |
| 2.  | Belgio   | 22 | 10 | 7 | 1 | 2  | 56 | 7  | +49 |
| 3.  | Polonia  | 20 | 10 | 6 | 2 | 2  | 28 | 9  | +19 |
| 4.  | Albania  | 10 | 10 | 3 | 1 | 6  | 14 | 30 | -16 |
| 5.  | Kosovo   | 7  | 10 | 2 | 1 | 7  | 8  | 35 | -27 |
| 6.  | Armenia  | 0  | 10 | 0 | 0 | 10 | 1  | 71 | -70 |

|          | Albania (bandiera) | Armenia (bandiera) | Belgio (bandiera) | Kosovo (bandiera) | Norvegia (bandiera) | Polonia (bandiera) |
| -------- | ------------------ | ------------------ | ----------------- | ----------------- | ------------------- | ------------------ |
| Albania  |                    | 5 - 0              | 0 - 5             | 1 - 1             | 0 - 7               | 1 - 2              |
| Armenia  | 0 - 4              |                    | 0 - 7             | 0 - 1             | 0 - 10              | 0 - 1              |
| Belgio   | 7 - 0              | 19 - 0             |                   | 7 - 0             | 0 - 1               | 4 - 0              |
| Kosovo   | 1 - 3              | 2 - 1              | 1 - 6             |                   | 0 - 3               | 1 - 2              |
| Norvegia | 5 - 0              | 10 - 0             | 4 - 0             | 5 - 1             |                     | 2 - 1              |
| Polonia  | 2 - 0              | 12 - 0             | 1 - 1             | 7 - 0             | 0 - 0               |                    |

#### Gruppo G
| Pos | Squadra  | Pt | G  | V | N | P | GF | GS | DR  |
| --- | -------- | -- | -- | - | - | - | -- | -- | --- |
| 1.  | Italia   | 27 | 10 | 9 | 0 | 1 | 40 | 2  | +38 |
| 2.  | Svizzera | 25 | 10 | 8 | 1 | 1 | 44 | 4  | +40 |
| 3.  | Romania  | 19 | 10 | 6 | 1 | 3 | 21 | 11 | +10 |
| 4.  | Croazia  | 10 | 10 | 3 | 1 | 6 | 6  | 18 | -12 |
| 5.  | Lituania | 5  | 10 | 1 | 2 | 7 | 7  | 35 | -28 |
| 6.  | Moldavia | 1  | 10 | 0 | 1 | 9 | 1  | 49 | -48 |

|          | Croazia (bandiera) | Italia (bandiera) | Lituania (bandiera) | Moldavia (bandiera) | Romania (bandiera) | Svizzera (bandiera) |
| -------- | ------------------ | ----------------- | ------------------- | ------------------- | ------------------ | ------------------- |
| Croazia  |                    | 0 - 5             | 0 - 0               | 4 - 0               | 0 - 1              | 0 - 2               |
| Italia   | 3 - 0              |                   | 7 - 0               | 3 - 0               | 2 - 0              | 1 - 2               |
| Lituania | 0 - 1              | 0 - 5             |                     | 4 - 0               | 1 - 7              | 0 - 7               |
| Moldavia | 0 - 1              | 0 - 8             | 1 - 1               |                     | 0 - 4              | 0 - 6               |
| Romania  | 2 - 0              | 0 - 5             | 3 - 0               | 3 - 0               |                    | 1 - 1               |
| Svizzera | 5 - 0              | 0 - 1             | 4 - 1               | 15 - 0              | 2 - 0              |                     |

#### Gruppo H
| Pos | Squadra    | Pt | G  | V | N | P  | GF | GS | DR  |
| --- | ---------- | -- | -- | - | - | -- | -- | -- | --- |
| 1.  | Germania   | 27 | 10 | 9 | 0 | 1  | 47 | 5  | +42 |
| 2.  | Portogallo | 22 | 10 | 7 | 1 | 2  | 26 | 9  | +17 |
| 3.  | Serbia     | 21 | 10 | 7 | 0 | 3  | 26 | 14 | +12 |
| 4.  | Turchia    | 10 | 10 | 3 | 1 | 6  | 9  | 26 | -17 |
| 5.  | Israele    | 9  | 10 | 3 | 0 | 7  | 7  | 25 | -18 |
| 6.  | Bulgaria   | 0  | 10 | 0 | 0 | 10 | 1  | 37 | -36 |

|            | Bulgaria (bandiera) | Germania (bandiera) | Israele (bandiera) | Portogallo (bandiera) | Serbia (bandiera) | Turchia (bandiera) |
| ---------- | ------------------- | ------------------- | ------------------ | --------------------- | ----------------- | ------------------ |
| Bulgaria   |                     | 0 - 8               | 0 - 2              | 0 - 5                 | 1 - 4             | 0 - 2              |
| Germania   | 7 - 0               |                     | 7 - 0              | 3 - 0                 | 5 - 1             | 8 - 0              |
| Israele    | 2 - 0               | 0 - 1               |                    | 0 - 4                 | 0 - 2             | 1 - 0              |
| Portogallo | 3 - 0               | 1 - 3               | 4 - 0              |                       | 2 - 1             | 4 - 0              |
| Serbia     | 3 - 0               | 3 - 2               | 4 - 0              | 1 - 2                 |                   | 2 - 0              |
| Turchia    | 1 - 0               | 0 - 3               | 3 - 2              | 1 - 1                 | 2 - 5             |                    |

#### Gruppo I
| Pos | Squadra    | Pt | G  | V  | N | P  | GF | GS | DR  |
| --- | ---------- | -- | -- | -- | - | -- | -- | -- | --- |
| 1.  | Francia    | 30 | 10 | 10 | 0 | 0  | 54 | 4  | +50 |
| 2.  | Galles     | 20 | 10 | 6  | 2 | 2  | 22 | 5  | +17 |
| 3.  | Slovenia   | 18 | 10 | 5  | 3 | 2  | 21 | 6  | +15 |
| 4.  | Grecia     | 13 | 10 | 4  | 1 | 5  | 12 | 28 | -16 |
| 5.  | Estonia    | 6  | 10 | 2  | 0 | 8  | 7  | 43 | -36 |
| 6.  | Kazakistan | 0  | 10 | 0  | 0 | 10 | 4  | 34 | -30 |

|            | Estonia (bandiera) | Francia (bandiera) | Galles (bandiera) | Grecia (bandiera) | Kazakistan (bandiera) | Slovenia (bandiera) |
| ---------- | ------------------ | ------------------ | ----------------- | ----------------- | --------------------- | ------------------- |
| Estonia    |                    | 0 - 9              | 0 - 1             | 1 - 3             | 4 - 2                 | 0 - 4               |
| Francia    | 11 - 0             |                    | 2 - 0             | 5 - 1             | 6 - 0                 | 1 - 0               |
| Galles     | 4 - 0              | 1 - 2              |                   | 5 - 0             | 6 - 0                 | 0 - 0               |
| Grecia     | 3 - 0              | 0 - 10             | 0 - 1             |                   | 3 - 2                 | 1 - 4               |
| Kazakistan | 0 - 2              | 0 - 5              | 0 - 3             | 0 - 1             |                       | 0 - 2               |
| Slovenia   | 6 - 0              | 2 - 3              | 1 - 1             | 0 - 0             | 2 - 0                 |                     |

#### Raffronto tra le seconde classificate
| Pos | Gr | Squadra              | Pt | G | V | N | P | GF | GS | DR  |
| --- | -- | -------------------- | -- | - | - | - | - | -- | -- | --- |
| 1.  | G  | Svizzera             | 19 | 8 | 6 | 1 | 1 | 23 | 4  | +19 |
| 2.  | C  | Islanda              | 18 | 8 | 6 | 0 | 2 | 25 | 3  | +22 |
| 3.  | A  | Irlanda              | 17 | 8 | 5 | 2 | 1 | 26 | 4  | +22 |
| 4.  | D  | Austria              | 16 | 8 | 5 | 1 | 2 | 34 | 6  | +28 |
| 5.  | F  | Belgio               | 16 | 8 | 5 | 1 | 2 | 30 | 7  | +23 |
| 6.  | B  | Scozia               | 16 | 8 | 5 | 1 | 2 | 22 | 13 | +9  |
| 7.  | H  | Portogallo           | 16 | 8 | 5 | 1 | 2 | 18 | 9  | +9  |
| 8.  | I  | Galles               | 14 | 8 | 4 | 2 | 2 | 13 | 5  | +8  |
| 9.  | E  | Bosnia ed Erzegovina | 11 | 8 | 3 | 2 | 3 | 9  | 17 | -8  |

Legenda:
      Ammesse al secondo turno
      Ammesse al primo turno

## Play-off

### Sorteggio
Il sorteggio si è svolto il 9 settembre 2022. Le nove squadre sono state sorteggiate in sei spareggi senza alcuna testa di serie, con la prima squadra sorteggiata per essere la squadra che gioca in casa.
- Primo turno: le peggiori sei seconde classificate accedono al primo turno e sono sorteggiate in tre spareggi.
- Secondo turno: le migliori tre seconde classificate accedono direttamente al secondo turno e, insieme alle tre vincitrici del primo turno, sono sorteggiate in altri tre spareggi.

### Primo turno
| Squadra 1  | Risultato   | Squadra 2            |
| ---------- | ----------- | -------------------- |
| Scozia     | 1 - 0 (dts) | Austria              |
| Galles     | 1 - 0 (dts) | Bosnia ed Erzegovina |
| Portogallo | 2 - 1       | Belgio               |

### Secondo turno
| Squadra 1  | Risultato   | Squadra 2 |
| ---------- | ----------- | --------- |
| Scozia     | 0 - 1       | Irlanda   |
| Svizzera   | 2 - 1 (dts) | Galles    |
| Portogallo | 4 - 1 (dts) | Islanda   |

#### Raffronto tra le vincitrici
| Pos | Squadra    | Pt | G | V | N | P | GF | GS | DR  |
| --- | ---------- | -- | - | - | - | - | -- | -- | --- |
| 1.  | Svizzera   | 22 | 9 | 7 | 1 | 1 | 25 | 5  | +20 |
| 2.  | Irlanda    | 20 | 9 | 6 | 2 | 1 | 27 | 4  | +23 |
| 3.  | Portogallo | 19 | 9 | 6 | 1 | 2 | 22 | 10 | +12 |

Legenda:
      Qualificate alla fase finale
      Qualificata al play-off intercontinentale